# Dziekanka (Gniezno)
Dziekanka – część miasta, osiedle w zachodniej części Gniezna, dawna wieś włączona w 1951 do miasta. Tereny rekreacyjne i sportowe.  W dzielnicy mieszka ok. 500 osób. Przy ulicy Kostrzewskiego mieszczą się: Muzeum Początków Państwa Polskiego, I Liceum Ogólnokształcące im. Bolesława Chrobrego w Gnieźnie i Instytut Kultury Europejskiej w Gnieźnie. Od zachodu osiedle graniczy z dzielnicą Skiereszewo, od wschodu z dzielnicą Stare Miasto, od południa z dzielnicą Dalki i od północy z dzielnicą Piekary.
Na osiedlu istnieje Szpital dla Nerwowo i Psychicznie Chorych o zabudowie eklektycznej z 1891–1894. W skład kompleksu szpitalnego wchodzą izba przyjęć, oddziały szpitalne, willa dyrektorska, neogotycka kaplica szpitalna (obecnie kościół filialny pw. bł. Michała Kozala i jednocześnie kaplica filialna parafii ewangelicko-augsburskiej w Poznaniu) z 1894–1895, obieralnia ziemniaków, kuchnia, budynki mieszkalne, gospodarcze. 
W czasie okupacji niemieckiej w Polsce, w latach 1939–1941, hitlerowcy wymordowali w Szpitalu Psychiatrycznym w Dziekance ok. 1200 pacjentów. Osoby te mordowane były w okresie od 7 grudnia 1939 do 12 stycznia 1940 przez oddział specjalny SS-Sonderkommando Lange. Przeznaczonych do uśmiercania pacjentów wskazywał najczęściej dyrektor tego zakładu Wiktor Ratka oraz pielęgniarz Otto Reich, który tuż przed umieszczeniem pacjentów w komorze gazowej samochodu podawał im zastrzyki ze środkami uspokajającymi. Dla upamiętnienia ofiar umieszczono na zewnętrznej ścianie kaplicy Szpitala Psychiatrycznego pamiątkową tablicę.

## Ulice
- Cienista
  - Klasztor sióstr Karmelitanek Bosych w Gnieźnie
- Kostrzewskiego
  - Muzeum Początków Państwa Polskiego
  - Collegium Europaeum Gnesnense
  - I Liceum Ogólnokształcące im. Bolesława Chrobrego w Gnieźnie
- Orzeszkowej
  - Kościół parafialny pw. Matki Bożej Fatimskiej i św. Jana Pawła II
  - Zakład Opiekuńczo-Leczniczy
- Piotrowskiego
  - Cmentarz szpitala Dziekanka z mauzoleum założyciela placówki Aleksandra Piotrowskiego
- Poznańska
  - Kościół bł. Michała Kozala w Gnieźnie
  - Wojewódzki Szpital dla Nerwowo i Psychicznie Chorych "Dziekanka" im. Aleksandra Piotrowskiego w Gnieźnie
- Strumykowa
  - Stadion piłkarski Mieszko Gniezno
  - Zabudowania dawnego folwarku Dziekanka

## Literatura
- Enno Schwanke: Die psychiatrische Anstalt Tiegenhof. Die nationalsozialistische „Euthanasie“ in regionaler Perspektive,Berlin 2013 (Master-Thesis FU Berlin).